# Gao Tai-yu
Yang Yao (Chino: 姚洋) más conocido como Gao Taiyu (Chino: 高泰宇), es un actor chino.

## Biografía
En 2009 se unió al Shandong University of Arts de donde se graduó en el 2013.

## Carrera
Es miembro de la agencia "EE Media (天娱传媒)". 
En febrero de 2015 se unió al elenco recurrente de la serie Love Weaves Through a Millennium donde dio vida al Emperador Cheng.
El 12 de septiembre del 2016 se unió al elenco principal de la película A Round Trip to Love (双程) donde interpretó a Lu Feng, un joven universitario que se enamora de su compañero Xiao Chen (Nate Huang), y ambos deben hacer frente a los prejuicios de sus familias. Papel que volvió a interpretar el 28 de septiembre del mismo año durante la segunda parte de la película titulada A Round Trip to Love 2.
En agosto del 2017 se unió al elenco recurrente de la serie serie Xuan-Yuan Sword: Han Cloud donde dio vida a Youzhao, un joven arrogante cuyo objetivo es vengar su reino y eliminar a los enemigos.
El 9 de enero del 2019 se unió al elenco principal de la serie Emperors and Me donde interpretó al Emperador Qin Shang de la dinastía Qi, quien es llevado a la edad moderna por Luo Xi (Dai Wenwen), una joven ordinaria que misteriosamente se encuentra dentro de la novela "Qian Guo Ji" luego de caer de un edificio, hasta el final de la serie el 7 de febrero del mismo año.
En marzo del mismo año se unió al elenco recurrente de la serie Youth Fight donde dio vida a Chen Yan.
El junio del mismo año se unió al elenco de la serie Gank Your Heart donde interpretó a Gu Fang.
En julio del mismo año realizó una aparición especial en la serie Return the World to You (también conocida como "Retourner Le Monde à Toi") donde dio vida a Ye Qilei, el primer novio de Shen Yien (Gulnazar).
El 31 de julio del mismo año se unió al elenco principal de la serie Only Beautiful donde interpretó a Han Shao, el CEO de la compañía "Huading", un hombre que está enamorado de Su Ye (Xin Ruiqi), una joven que puede viajar en el tiempo gracias a un lápiz labial, hasta el final de la serie el del mismo año.

## Filmografía

### Series de televisión
| Año             | Título                                           | Personaje           | Notas                      |
| --------------- | ------------------------------------------------ | ------------------- | -------------------------- |
| 2020 - presente | Douluo Continent (斗罗大陆)                      | Dai Mubai           |                            |
| 2020 - presente | Demi-Gods and Semi-Devil (天龙八部)              | Murong Fu           |                            |
| 2019            | Only Beautiful: Season 2 (唯美貌不可辜负2)       | Han Shao            | 12 episodios               |
| 2019            | Only Beautiful: Season 1 (唯美貌不可辜负)        | Han Shao            | 12 episodios               |
| 2019            | Return the World to You (归还世界给你)           | Ye Qilei            |                            |
| 2019            | Gank Your Heart (陪你到世界之巅)                 | Gu Fang             |                            |
| 2019            | Youth Fight (青春斗)                             | Chen Yan            |                            |
| 2019            | Emperors and Me (众王驾到)                       | Emperador Qin Shang | 24 episodios - (serie web) |
| 2017            | Seven of Me (柒个我)                             | Shen Dongjie        |                            |
| 2017            | Wu Xin The Monster Killer 2 (无心法师2)          | Bai Chuanlin        | 27 episodios - (serie web) |
| 2017            | Xuan-Yuan Sword: Han Cloud                       | Youzhao             |                            |
| 2017            | Little Valentine (小情人)                        | Ming Men            |                            |
| 2016            | Legend of Nine Tails Fox                         | Ma Sheng            |                            |
| 2015            | Seventeen Blue (会痛的17岁第一单元)              | Cao Fei             | (serie web)                |
| 2015            | The Goddess of the Best Agent (女神的极品经纪人) | 秦守                |                            |
| 2015            | Love Weaves Through a Millennium                 | Emperador Cheng     |                            |

### Películas
| Año  | Título                                         | Personaje           | Notas                                                                           |
| ---- | ---------------------------------------------- | ------------------- | ------------------------------------------------------------------------------- |
| 2020 | Wonderful Friends (奇妙的朋友之萌爱)           | Liang Xin           | junto a Huang Xuan, Myolie Wu, Ni Ni, Du Haitao y Xie Binbin                    |
| 2018 | Medical Examiner: Dr. Qin (法医秦明之车尾游魂) | Qin Ming            |                                                                                 |
| 2016 | A Round Trip to Love 2 (双程2)                 | Lu Feng             | junto a Nate Huang, Xiang Hao y Yi Shuai                                        |
| 2016 | A Round Trip to Love (双程)                    | Lu Feng             | junto a Nate Huang, Xiang Hao y Yi Shuai                                        |
| 2016 | For Love to Let Go (为爱放手)                  | Lu Fan              | junto a Jiang Chao, Yu Menglong, Kimmy Tong, Zheng Xiaoning y Xie Binbin        |
| 2016 | Crying Out in Love (在世界中心呼唤爱)          | Xu Lang             | junto a Oho Ou, Zhang Huiwen, Yang Zi y Wang Zhi                                |
| 2016 | Our Graduation (我们毕业啦)                    | 季司阳              |                                                                                 |
| 2016 | 暗影特工局                                     | 金可宰              |                                                                                 |
| 2014 | Rise of the Legend (黄飞鸿之英雄有梦)          | Wing                | junto a Eddie Peng, Sammo Hung, Qin Junjie, Wang Luodan, Jing Boran y Zhang Jin |
| 2014 | Haunted Love (怨灵)                            | 王仁杰              |                                                                                 |
| 2014 | Young Adult 2 (成人记2)                        | 丁丁                |                                                                                 |
| 2014 | Temporary Family (临时同居)                    | Agente Inmobiliario | junto a Nick Cheung, Sammi Cheng, Angelababy, Oho Ou y Dayo Wong                |

### Programas de variedades
| Año  | Título             | Notas       |
| ---- | ------------------ | ----------- |
| 2019 | 大戏看北京         |             |
| 2015 | Queen (我是大美人) |             |
| 2014 | 心动女人帮         |             |
| 2014 | 偶像万万碎         |             |
| 2013 | 快乐男声           | concursante |

### Aparición en videos musicales
| Año | Artista           | Canción | Notas |
| --- | ----------------- | ------- | ----- |
| -   | Li Jiage (李嘉格) | "沦陷"  |       |

### Revistas / sesiones fotográficas
| Año  | Título          | Notas |
| ---- | --------------- | ----- |
| 2016 | SoCool Magazine | [ 3 ] |